# Fer natif
Pour les articles homonymes, voir Fer (homonymie).
Le fer tellurique ou fer natif est l'espèce minérale naturelle, un corps métallique légèrement nickelé, très rare, correspondant à l'élément chimique fer noté Fe, de formule chimique Fe1-εNiε que l'on trouve exclusivement dans la croûte terrestre.
Les minéralogistes d'autrefois, par l'emploi explicite des adjectifs, ont proposé de facto une opposition avec le fer météorique qui constitue les météorites de fer, une bonne partie des pallasites et des mésosidérites, ou bien existe sous forme répartie en petites pépites (souvent moins d'1/10e mm de diamètre) dans les chondrites, toutes roches extraterrestres tombées sur la planète Terre, paradoxalement plus courantes que les roches contenant du fer tellurique (sur Terre, l'élément fer est bien plus communément répandu sous forme de combinaisons chimiques, notamment dans des minerais, que sous forme métallique). Une des caractéristiques des fers de météorites est leur relative richesse (variable) en nickel. Quand la phase métallique est abondante, l'alliage ferro-nickel s'exprime, selon la teneur en nickel, sous l'une ou l'autre forme minéralogique, la taénite (teneur élevée) ou la kamacite (teneur faible). Les concrescences plus ou moins régulières de ces phases peuvent être mises en évidence sur une coupe polie, par attaque chimique, donnant à voir les figures de Widmanstätten.
Le fer tellurique est selon les terrains géologiques extrêmement à très rare : il est bien plus rare que les alliages de fer observés dans les météorites tombées sur Terre. Il peut être à l'état de traces ou de petits fragments dans les basaltes qui ont englobé des sédiments carbonés, parfois en grains irréguliers, ou en masses plates et lamellaires. Il provient de la réduction des oxydes de fer contenus dans les basaltes en contact avec les roches carbonées, potentiellement réductrices, selon le principe même des bas- et hauts-fourneaux. À l'exception d'un petit gisement aujourd'hui épuisé dans la région de Cassel en Allemagne, on n'en connaît sur Terre qu'un seul gisement d'importance, au Groenland aux environs de la baie de Disko à Ovifak (Uivfaq) où la masse plate avoisinait 25 tonnes. Le fer tellurique a tout comme le fer météorique été utilisé par les Inuits pour fabriquer des lames de couteaux ou d'ulus. Les Inuits sont ainsi le seul peuple de toute l'histoire de l'humanité à avoir fait usage du fer tellurique.
La prégnance géologique et culturelle, la sidérurgie primitive étant largement tributaire du fer météorique, l'argument recevable de la fusion partielle parfois jusqu'au cœur des météorites, par friction lors de l'entrée dans l'atmosphère ou lors de la collision finale si elles sont massives, ont conduit les minéralogistes de l'IMA à rassembler ces deux espèces en une seule, le minéral fer en distinguant les structures spécifiques, la kamacite devenant une variété de fer à forte teneur en nickel et les taenites (taénite, tétrataénite, antitaénite) ou l'awaruite comme autres espèces minérales. Il n'en reste pas moins que le fer natif a pris une acception plus vaste, englobant l'origine météoritique.

## Historique de la description et de l'appellation
Le nom est hérité du terme latin ferrum. Ce dernier pourrait provenir de la Méditerranée orientale il y a 10 000 ans av. J.-C., par l'adoption d'une expression sumérienne signifiant feu du ciel et relative à la matière des météorites, originaire des étoiles. D'où le rapport avec le mot sidérurgie, signifiant le travail de cette matière venues des étoiles mythiques.
Le forgeron européen avait une grande connaissance mécanique et thermique de ce matériau, bien supérieure à sa détermination chimique qu'il ne définissait que par sa provenance, sa première mise en forme en (bas ou haut) fourneau et son parcours (transport). La limite élastique du fer est grandement fonction du traitement du métal, l'écrouissage permettant la création de dislocations.

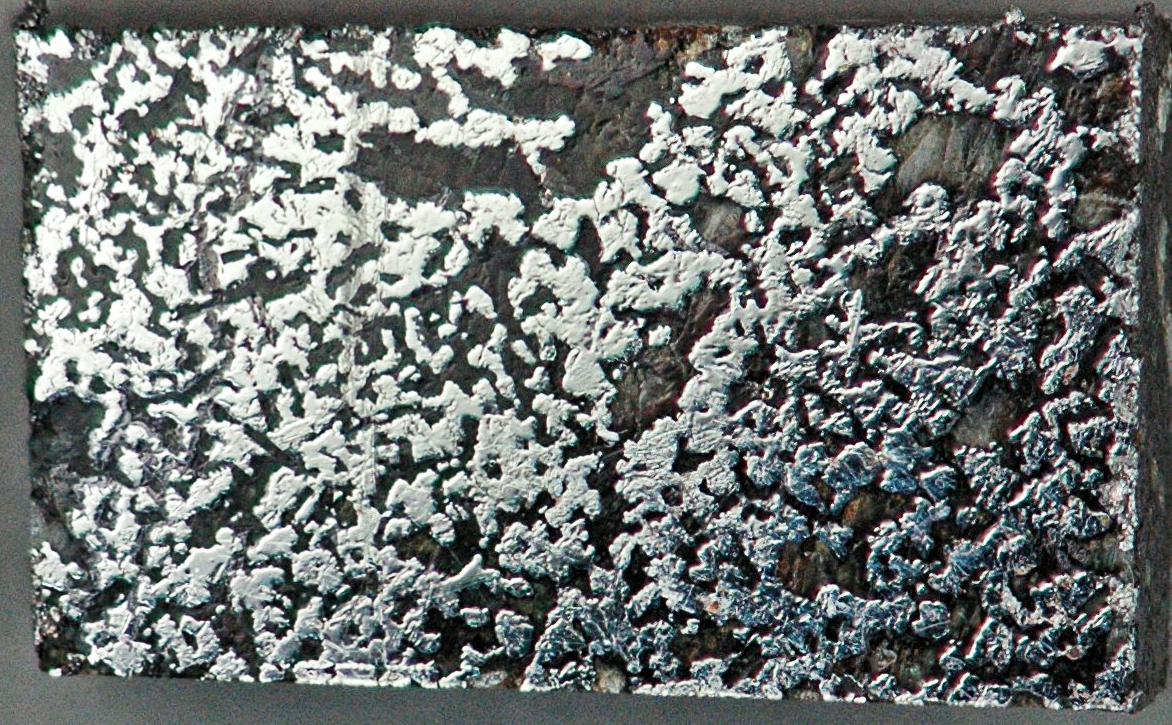
Fer natif mis en évidence par polissage dans le trapp basaltique sur le plateau Putoran, Sibérie (âge de la limite permien-trias), détail.

La carltonite, la martensite ou la kamacite sont des variétés de fer natif, selon la classification minéralogique officielle actuelle.

## Généralités, Propriétés physique et chimique du fer natif

### Propriétés physiques et chimiques
Le fer est le plus dur des métaux usuels tout en étant malléable et ductile. On peut le vérifier avec une pointe de couteau en fer. Ses cristaux sont bons conducteurs électriques et thermiques. Sa dureté n'est pas négligeable, de l'ordre de 4 et ½ sur l'échelle de Mohs.
Le fer natif est infusible au chalumeau. Il est fusible vers et au-dessus de 1 500 °C. Au chalumeau, il laisse avec le fondant borax une perle boratée, vert bouteille au feu réducteur (flamme carbonée ou jaune brillante) ou jaune au feu d'oxydation (flamme bleue). C'est une réaction test spécifique du fer.
Les réactions avec les corps oxydants, comme l'oxygène ou le soufre, sont faciles. Les combinaisons minérales obtenues s'incorporent facilement dans de nombreux silicates.
Le fer métal pur, le plus souvent de couleur gris acier à noir de fer, possède une surface brillante. Il est plus terne si elle est revêtue d'une couche d'oxydes.
A l'air humide, il s'altère en rouille, laissant des oxydes de fer hydratés et notamment de la limonite. D'une manière générale, le fer natif très pur s'altère rapidement à l'air en se couvrant d'une croûte de limonite plus ou moins caverneuses.
Un pourcentage parfois infime de Ni inséré dans sa structure freine l'altération. Il n'est pas étonnant que les échantillons naturels contiennent du Ni en quantité parfois non négligeables, voire forte.
Le fer est insoluble dans l'eau.
Il est soluble dans les acides dilués, avec un dégagement caractéristique de gaz hydrogène. Il est soluble dans l'acide chlorhydrique HCl, la matière laisse une liqueur jaune à base d'ion ferrique Fe3+.
L'attaque par l'acide nitrique HNO3) concentrée peut s'arrêter après avoir généré une couche de passivation, c'est un revêtement continu d'oxydes protecteurs.
Il est insoluble dans l'alcool (éthanol) ou l'éther.
Mis à l'état ferreux ou Fe2+, la matière fer est très soluble. Elle l'est moins à l'état ferrique, l'ion Fe3+ étant relativement oxydant et spécifique des milieux très acides.
Il s'agit du principal métal magnétique. Le fer est très magnétique.

### Cristallographie et cristallochimie
Le clivage est parfait suivant (100). Les structures lamellaires sont fréquentes suivant (111) et (110). Le maclage sur (111) avec pénétration est commun. Les groupes polysynthétiques forment des lames minces parallèle à (221).
Dans la classification de Dana, le fer est le premier membre du groupe fer-nickel. Les autres minéraux sont la kamacite alpha, la taénite gamma, la tétrataénite, l'awaruite, le nickel natif (rangés selon la teneur en Ni) et enfin la waïrauite à base d'alliage Fe et Co.
Selon la classification de Strunz, il fait partie du groupe du chrome-fer, privilégiant un raisonnement cristallochimique. Ainsi le chrome natif, la kamacite alpha et en dernier, le fer natif.
Les cristaux artificielles de fer peuvent être obtenus sous forme de dendrites, ce sont des chapelets d'octaèdres allongés suivant un axe quaternaire.
La kamacite, une des variétés de fer, et la waïrauite, ont des propriétés optiques similaires au fer minéral.

### Analyse, critère de distinction

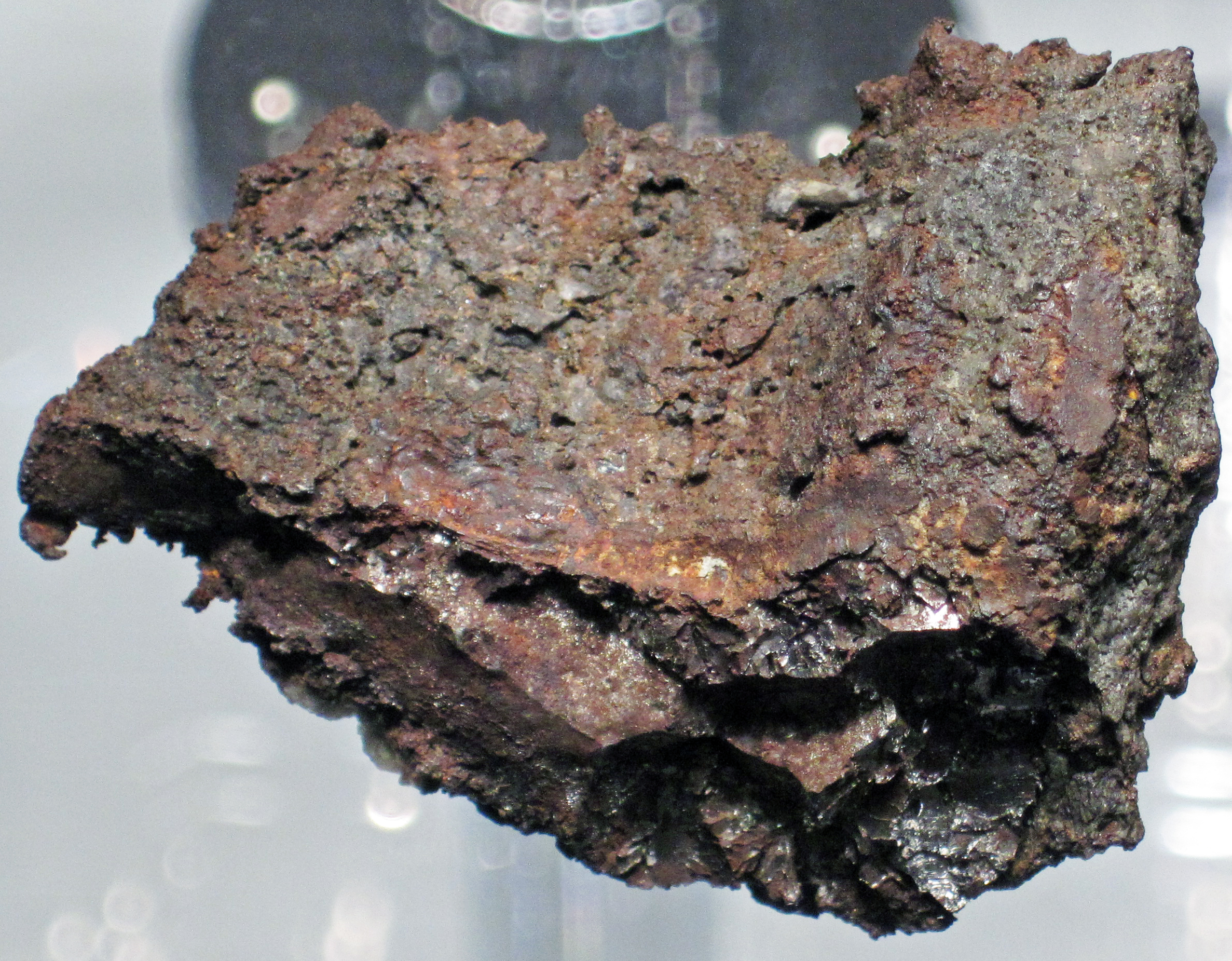
Fer natif ou tellurique de Virginie, avec une couche d'oxydation non continue, échantillon du Musée Carnegie d'histoire naturelle Pittsburgh, Pennsylvanie.

Le fer natif peut être du fer très pur renfermant des traces de nickel Ni et de cobalt Co, mais aussi parfois du cuivre Cu, du soufre S, du carbone C, du phosphore P, de silicium Si.
Les inclusions de fer dans les échantillons de basaltes sont dévoilées souvent par le polissage de la roche.
Il se distingue du platine natif par une densité plus faible et sa solubilité au acides.
La magnétite, minéral de semblable cohésion qui l'accompagne dans les basaltes, est plus dure.

## Description du fer nickelé et/ou cobalté
Selon Alfred Lacroix, le fer nickelé peut être présent en masse principale "toute en fer" dite masse holosidère. C'est le cas à Ovifak au Groenland, dans le canyon Diablo, contrée de Casa Diablo en Californie, ou à Sainte Catherine, au Brésil, dont les échantillons types ont été étudiés en 1877 par Gabriel Auguste Daubrée. Il existe aussi, mais plus rarement, des phases ou réseaux métalliques englobant des globules pierreux, dites formations syssidères. Moins abondant que la masse holosidère, s'observe une phase rocheuse majoritaire, une sorte de gangue pierreuse silicatée, emprisonnant des grenailles de fer nickelé : cette structure à dispersion sporadique de métal est nommée sporadosidère.
Du point de vue de l'observation, il existe dans les premières masses holosidères, les plus importantes pour le minéralogiste, qu'elles soient d'origine tellurique ou météoritique, du :
- fer sans structure cristalline distincte au microscope, à composition homogène
- fer cubique, à clivage net et à composition homogène : l'expérience montre qu'il s'agit souvent de kamacite presque pure ou d'alliage (Fe,Ni) très voisins. L'attaque par l'acide de coupe montre des figures de Neumann.
- fer octaédrique, dévoilant de véritables lignes et plans de séparation : ce sont des groupements irréguliers d'alliages de nickel.

Le polissage d'un fragment de fer octaédrique, puis son chauffage et son attaque par l'acide nitrique, dévoile une structure complexe, dénommée les figures de Widmanstätten, composée de bandes de gris de fer, avec des lignes argentée ou intervalles blanc argent, remplis par une troisième matière. La taille des bandes, entrecroisées, est de l'ordre de 0,15 mm à 2,5 mm.
Les trois matières différentes du fer octaédrique ont été dénommées par Reichenbach :
- kamacite ou en allemand Balkeneisen (fer cubique centré de la masse).
- taénite ou Bandeisen (fer cubique à face centré, littéralement fer des bandes)
- plessite ou Fulleisen (littéralement fer de remplissage, sous-entendu des intervalles, donc de la trame des deux minéraux précédents)

Le fer octaédrique attaqué par un acide, puis chauffé met en évidence :
- La kamacite est à la fois attaquée plus facilement par l'acide et oxydée ensuite par chauffage. Il se forme logiquement un creux profond.
- La taénite est plus résistante à l'action de l'acide employé, et l'oxydation est également plus difficile. Elle reste en relief, formant de fines saillies rectilignes.
- La plessite a une résistance intermédiaire autant à l'acide et à l'oxydation thermique. D'où son rôle de remplissage apparent à mi-niveau.

### Gîtologie
Il a été observé dans les couches de sédiments carbonées autrefois envahies par des basaltes en fusion et les météorites, mais aussi fumaroles au-dessus des plutons granitiques ou encore le bois pétrifié content des reliquats de matière carbonée originelle.
Il forme des associations régulières, parallèles aux axes de l'octaèdres, avec des alliages à faible teneur de nickel (type bamacite foncée) comme avec d'autres à hautes teneurs (taenite, awaruite claire)
Minéraux associés : phosphures (schreibertite, rhabdite), carbures (cohenite, moissanite), sulfures (troïlite, daubréchite), carbone diamant, carbone graphite, chromite, ilménite, daubréelite, magnétite, goethite, pyrite, wustite, oldhamite, silicates

## Cas spécifique du fer tellurique

### Propriétés physiques et mécaniques du fer tellurique
Le fer tellurique ressemble beaucoup au fer météorique, en ce que tous deux contiennent une proportion non négligeable de nickel et tous deux comportent des figures de Widmanstätten. Cependant le fer tellurique contient généralement environ 3 % de nickel, alors que cette proportion est au moins de 5 % pour du fer météorique. On distingue deux types de fer tellurique. Le type 1 et le type 2 contiennent tous deux des quantités comparables de nickel et d'autres impuretés mais se distinguent par leur teneur en carbone.

#### Type 1
Le fer tellurique de type 1 contient entre 1,7 et 4 % de carbone et entre 0,05 et 4 % de nickel. Il est rigide et cassant et ne se prête donc pas au martelage à froid. La structure cristalline du type 1 est principalement de la perlite, de la cémentite ou de la cohénite, avec des inclusions de troïlite et de silicate. Les grains de ferrite en eux-mêmes ont un diamètre de l'ordre du millimètre. Bien que la composition des grains puisse varier, parfois même au sein d'un même grain, ceux-ci sont généralement composés d'un alliage de fer et de nickel presque pur. Les grains de ferrite sont maintenus par des couches de cémentite, d'une largeur allant de 5 à 25 µm, formant ainsi la perlite.
Ce type 1 est présent sous la forme de très gros blocs, d'une masse pouvant atteindre quelques dizaines de tonnes.

#### Type 2
Le fer tellurique de type 2 contient également entre 0,05 et 4 % de nickel, mais sa teneur en carbone est généralement de l'ordre de 0,7 %. C'est un alliage malléable de nickel et de fer, ce qui rend possible son martelage à froid. Le carbone et le nickel qu'il contient confère au métal une importante solidité.

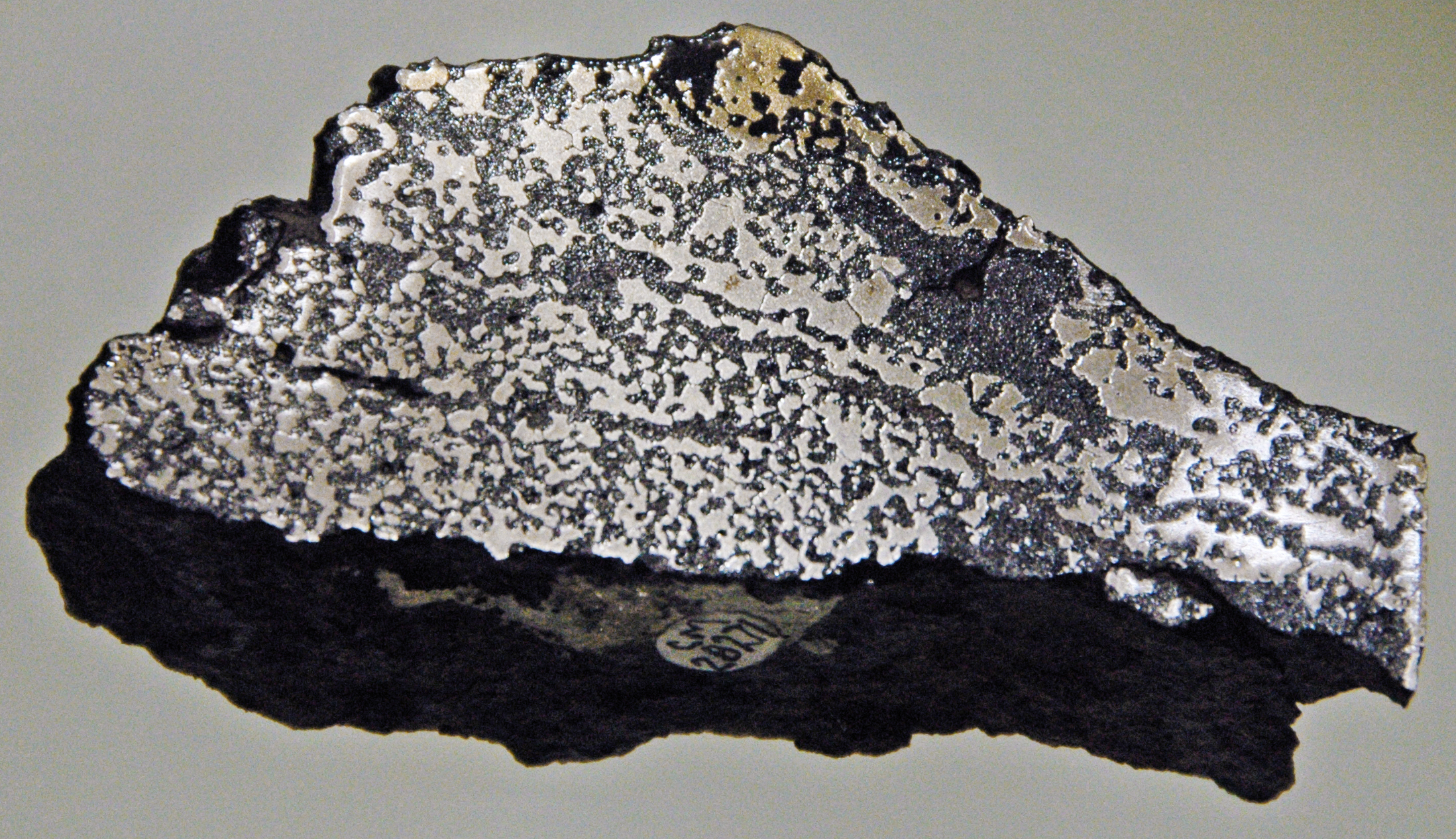
Fer natif dans un basalte, échantillon global (voir supra).

Ce type 2 est présent sous la forme de grains inclus dans des roches basaltiques. Les grains ont généralement un diamètre compris entre 1 et 5 mm. Les grains sont généralement séparés les uns des autres par le basalte, bien qu'on les trouve parfois soudés ensemble, formant ainsi des agrégats plus grands. Les plus gros morceaux comprennent également de petites quantités de cohénite, d'ilménite, de perlite et de troïlite.

### Origine et gîtologie
On ne rencontre le fer tellurique que dans des contextes extrêmement réducteurs, notamment là où du magma a envahi un gisement de charbon ou de lignite comme à Uivfaq sur l’île de Disko (Groenland) ou à Bühl près de Cassel (Land de Hesse, Allemagne). C'est la réduction des silicates (qui comportent du fer à l'état ferreux) par le carbone qui produit le fer métal (et du dioxyde de carbone qui s'échappe dans l'atmosphère).
En dehors des exceptionnelles rencontres entre roches volcaniques ferreuses en formation et couches de charbon, le fer natif peut être observé dans les roches sédimentaires. Ainsi du fer natif, non nickélifère selon Alfred Lacroix, a pu être retiré des grès et argiles carbonifères du Missouri.
Le fer natif peut accompagner la limonite. Le filon du Grand Galbert à Oulles en Isère montre des masses de limonite, mais aussi de quartz et d'argiles, sous forme de stalactites comportant un noyau de fer métal natif en son centre. Cette observation minéralogique de fer natif associé à la limonite n'est pas isolée, elle se retrouve à Groẞ-Kamsdorf, dans l'Eibenstock en Saxe, tout comme elle marque les anciennes histoires séculaires de forgerons sur certains amas miniers singuliers de limonites.
La réduction de la pyrite apparaît plus rare. Des petits noyaux de fer natif a pu être extirpé de nodules pyriteux du Keuper de Mühlhausen en Thuringe. Par contre, un grand nombre de découverte de fer natif, soit à l'état de grains ou de micro-grains, soit à l'état de morceaux plus importants, laisse sceptique les minéralogistes. Même si l'analyse confirme la nature de fer, parfois étonnamment pur, il peut s'agir du métal fer abandonné en loupes, saumons ou morceaux par l'Homme, de débris ou de fractions irrégulières d'usure d'instruments à pointe ou partie de fer.

### Histoire

#### Utilisation par les Inuits
Le type 1 ne pouvait pas être travaillé par les Inuits, et même aujourd'hui il ne peut être utilisé avec des outils modernes qu'avec difficulté. Cependant certains blocs de type 1 ont pu être utilisés comme enclumes ou comme marteaux.
Le type 2 en revanche a servi aux Inuits à fabriquer des lames en métal. Le basalte était généralement broyé pour récupérer les grains de fer de la taille d'un pois. Ceux-ci étaient ensuite écrasés à coup de pierres pour les transformer en disques de la taille d'une pièce de monnaie. Ces disques plats étaient ensuite insérés dans un manche en os de façon à se chevaucher légèrement, pour obtenir une lame à mi-chemin entre la scie et le couteau,.

#### Découverte par les Occidentaux
À la fin des années 1840, Adolf Erik Nordenskiöld a trouvé de gros blocs de fer au Groenland près de la baie de Disko. Il savait que les Inuits fabriquaient des outils avec le fer de la météorite du cap York, et il supposait donc que ce métal était lui aussi d'origine météorique, et ce d'autant plus que les deux métaux contenaient du nickel et comportaient des figures de Widmanstätten. L'existence même du fer tellurique était mise en doute par les savants de l'époque, et il n'y avait guère de raisons de remettre en cause la découverte de Nordenskiöld. En 1871 lors de sa seconde expédition au Groenland, Nordenskiöld ramena trois gros échantillons de fer tellurique, toujours en croyant être face à du fer météorique, pour les étudier à son retour en Europe. Ces échantillons se trouvent aujourd'hui en Suède, en Finlande et au Danemark.
Lors de son expédition de 1871, Nordenskiöld était accompagné du géologue danois K. J. V. Steenstrup (en). En raison de certains détails tels que la présence de coins coupants ou d'arêtes dentelées sur les blocs et qui n'étaient pas caractéristiques des météorites (qui subissent une abrasion lors de la rentrée atmosphérique), Steenstrup entra en désaccord avec Nordenskiöld sur l'origine des blocs, et organisa sa propre expédition en 1878. En 1879, Steenstrup identifia le fer tellurique de type 2 dans des couteaux trouvés dans une tombe inuite. Il repéra ensuite des basaltes contenant du fer natif (de type 2 donc, puisqu'il se trouvait inclus dans des roches volcaniques), ce qui en prouvait l'origine terrestre.
Les conclusions de Steenstrup ont par la suite été confirmées par l'expert en météorites John Lawrence Smith en 1879,,.

## Cas spécifique du fer cubique dans les météorites
La structure des fers octaédriques d'origine météoritique a été étudiée par le pétrographe allemand Emil Cohen (en) et publié dans son ouvrage Meteoritenkunde en 1894.
Lorsque la teneur en Ni et/ou Co avoisine 6 à 7 %, il attribue à la kamacite une formule chimique Fe14Ni et à la taénite Fe6Ni. Kamacite et taenite forment des lamelles disposées suivant les quatre paires de faces d'un octaèdre régulier : c'est parallèlement à ces lamelles que se produisent les plans de séparations, grâce aux parties oxydées de façon différentielle. La plessite remplit tous les vides laissées entre elles par ses lamelles. Les figures de Widmanstätten dévoilent la section des lamelles dans le plan de la plaque, d'où le rôle de la section.

## Gîtes et Gisements connus ou remarquables
Allemagne

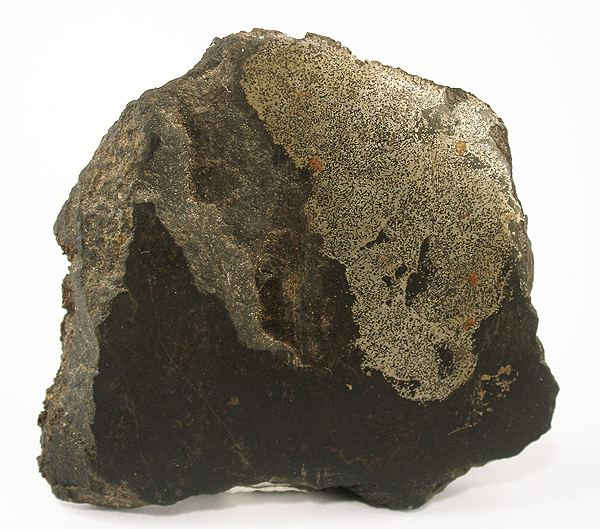
Fer natif de la carrière de basalte de Bühl, près de Weimar, Kassel, Hesse du Nord, Land de Hesse, Allemagne (taille :).

- carrière de basalte de Bühl, près de Weimar, Kassel, Hesse du Nord
- carrière de pierre à chaux dans le calcaire (fer natif association à des nodules de pyrite), Mühlhausen, Thuringe

Canada
- Cameron Township, District de Nipissing, Ontario
- île Saint-Joseph sur le Lac Huron, Ontario

Grande-Bretagne
- granite du Ben Breck, associée à la magnétite, Écosse

États-Unis
- couches charbonneuses de Cameron, Comté de Clinton, Missouri
- shale carbonifère de New Brunswick, comté Somerset, New Jersey

France
- avec les laves basaltiques et la trachyte, dans les Monts d'Auvergne jusqu'en Aubrac

Groenland
- gisement célèbre de l'île de Disko
- gisement de Fortune Bay, Mellemfjord, Asuk, parmi d'autres lieux de la côte ouest

Irlande
- roches basaltiques du comté d'Antrim

Israël
- formation géologique d'Hatrurim, désert du Néguev[11]

Pologne
- près de Rouno, district minier de Wolyn

Russie
- Grushersk dans la vallée du Don au sud de l'Oural (association avec la pyrite)
- massif Huntukungskii, cercle de Krasnoïarsk
- dans la fissure volcanique nommée Tolbachik en péninsule du Kamchatka.

## Usages
Fort apprécié des collectionneurs, il ne faut pas oublier que le fer natif était et reste une excellente matière pour la sidérurgie, mais il est toutefois bien trop rare.